# كايكي (لاعب كرة قدم مواليد 1997)
كايكي (بالبرتغالية: Caíque Luiz Santos da Purificação‏) هو لاعب كرة قدم برازيلي في مركز حراسة المرمى، ولد في 31 يوليو 1997 في سلفادور في البرازيل. لعب مع نادي فيتوريا.

## وصلات خارجية
- كايكي (لاعب كرة قدم مواليد 1997) على موقع قاعدة بيانات كرة القدم.إي يو (الإنجليزية)
- كايكي (لاعب كرة قدم مواليد 1997) على موقع Soccerway.com (الإنجليزية)